# مركز دبي للزهور
مركز دبي للزهور تم تطويره للتعامل مع واردات وصادرات الزهور باعتبار دبي مركز رئيسي لاستيراد وتصدير الزهور والمطار متخصص لاستيراد وتصدير هذه المنتجات التي تحتاج شروط خاصة. تم الانتهاء من المرحلة الأولى من المركز في عام 2004 بتكلفة قدرها 50 مليون دولار أمريكي. لم يتم الانتهاء بعد من البناء حيث تبقت مرحلتين آخريين. وسيرفع المركز مستوى الأتمتة على مدى فترة من خمس إلى سبع سنوات لتجهيز منتجات الزهور. سوف يبدأ بنظام آلي يشبه الفرز اليدوي قبل أن يصبح في نهاية المطاف مؤتمت بالكامل.
المركز قادر على التعامل مع ما يصل إلى 150 ألف طن من الزهور. تبلغ مساحة المركز 100 ألف متر مربع مع توفير غرف للتصدير ومكاتب ومناطق الفرز الآلي. من المتوقع أن يتعامل المركز مع 300 ألف طن متري سنويا. مرفق التخزين البارد في مركز دبي للزهور تبلغ مساحته 34 ألف متر مربع. يضم مركز دبي للزهور حاليا حوالي 19 ميتأجر من 11 دولة التي تقدم مجموعة متنوعة من المنتجات والأصناف من الزهور والنباتات وأوراق الشجر والفواكه والخضروات. في الوقت الذي سيعمل فيه المركز بكامل طاقته فإنه سيكون بمثابة سوق دولي بوجود أكثر من مليار مستهلك.
ومن أهم أسباب جذب المركز لمصدري الزهورهي البنية التحتية و الموقع الجغرافي لإمارة دبي حيث يساعد موقعه المصدرين والمزارعين والتجار على الوصول إلى الأسواق الإقليمية والأوروبية والأميركيةحيث أنه يوفر  خدمات النقل، المحافظة على الجودة وتسهيلات التفتيش الجمركي . والتواصل بشكل مباشر مع الأسواق المحلية في دول مجلس التعاون الخليجي . والربط العالمي من خلال وسائل النقل الجوي والأرضي والبحري . والوصول مباشرة إلى الأفراد من التجار والمستهلكين العالميين .
وفي  عام .2010 أعلن مركز دبي للزهور، عن خططه للتعاون مع سوق صادرات الزهور في الهند لتتجاوز إيراداته 3,67 مليارات درهم (مليار دولار أميركي)

## روابط خارجية
الموقع الرسمي للمركز